# Подрес, Джонни
Джон Джозеф Подрес (англ. John Joseph Podres, 30 сентября 1932 — 13 января 2008) — американский профессиональный бейсболист, игравший на позиции питчера в Главной лиге бейсбола. За свою карьеру в МЛБ Подрес выступал за команды «Бруклин/Лос-Анджелес Доджерс», «Детройт Тайгерс» и «Сан-Диего Падрес». В 1955 году Подрес стал самым ценным игроком Мировой серии 1955 года, когда в седьмой игре против «Нью-Йорк Янкис» он отыграл шатаут и помог «Доджерс» завоевать свой единственный чемпионский титул в Бруклине, до того, как команда переехала в Лос-Анджелес. В 1957 году он был лидером лиги по earned run average и шатаутам, а в 1961 году по проценту выигрышных матчей.

## Профессиональная карьера
Подрес помог «Доджерс» одержать победу в Мировых сериях 1955, 1959, 1963 и 1965 годов, хотя он сам не участвовал в Мировой серии 1965 года. В серии 1955 года после того, как «Доджерс» проиграли первые 2 игры против «Янкис», в третьей игре Подрес сыграл полный матч, который оказался победным для его клуба. В решающей седьмой игре он сыграл шатаут, а его команда победила 2:0 и выиграла чемпионский титул. За свою удачную игру он стал обладателем первого титула самого ценного игрока Мировой серии, а также ему был подарен красный двухместный Chevrolet Corvette. Позже он был назван Спортсменом года журналом Sports Illustrated.
За свою пятнадцатилетнюю карьеру, Подрес одержал 148 побед и проиграл 116 матчей, сделал 1435 страйкаутов, 25 шатаута, а его пропускаемость составила 3,68.

## После завершения игровой карьеры
После окончания игровой карьеры Подрес 13 сезонов между 1973 и 1996 годом работал тренером питчеров в клубах «Падрес», «Бостон Ред Сокс», «Миннесота Твинс» и «Филадельфия Филлис». Среди его подопечных были Фрэнк Виола и Курт Шиллинг.
В 2002 году Джонни Подрес был введён в национальный польско-американский спортивный Зал Славы.
Последние годы своей жизни он провёл в Куинсбери (штат Нью-Йорк). В возрасте 75 лет он был госпитализирован из-за заболевания сердца и почек, а также инфекции в ноге. Он похоронен на кладбище Святого Петра и Пола в Мориа (штат Нью-Йорк).